# چایگرام
چایگرام (به لاتین: Chhaygram) یک روستا در بنگلادش است که در استان باریسال و در ناحیه باریسال واقع شده است.